# 比較法学
比較法学（ひかくほうがく、英: Comparative law）は、各国の法を比較する、法学の一分野。各国の法律を比較して、対比させて論じる立場。法比較学と呼ばれることもある。

## 研究機関
- 日本比較法研究所